# Viriola vulpina
Viriola vulpina är en snäckart som först beskrevs av Hinds 1843.  Viriola vulpina ingår i släktet Viriola och familjen Triphoridae. Inga underarter finns listade i Catalogue of Life.